# Степная (река, впадает в Долгое)
Степная — река в России, протекает в Куртамышском и Юргамышском районах Курганской области. Длина реки составляет 27 км.
Начинается при слиянии двух ручьёв у села Закомалдино. Течёт по дуге, сначала на северо-восток, затем — на юго-восток, частично пересыхает, в низовьях теряется среди болот и протекает через озеро Кривое. Устье реки находится на высоте 79 метров над уровнем моря у села Камыши в озере Долгое, из прилегающих к которому болот вытекает речка Горькая (приток Тобола).
На реке стоят деревни Ключики и Степное.

## Данные водного реестра
По данным государственного водного реестра России относится к Иртышскому бассейновому округу, водохозяйственный участок реки — Тобол от впадения реки Уй до города Курган, речной подбассейн реки — Тобол. Речной бассейн реки — Иртыш.
Код объекта в государственном водном реестре — 14010500312111200002235.